# Raphaëlle Pache
Raphaëlle Pache, née à Lyon le 16 janvier 1967, est une spécialiste française de littérature du XIXe siècle, traductrice du russe vers le français.

## Biographie
Raphaëlle Pache, agrégée de lettres modernes, a soutenu en 2000 à l'Université Paris-VIII une thèse de littérature comparée intitulée « Le grotesque : la beauté du réel : Œuvres narratives de Victor Hugo et Nicolas Gogol », préparée sous la direction de Jacques Neefs, spécialiste de l'histoire et la théorie du roman aux XIXe et XXe siècles.
Elle a écrit Littérature russe en cours de français : lectures analytiques et lectures cursives publié par le CRDP de l'académie de Grenoble en 2004.

## Traductions
Ouvrages publiés
- Dmitri Lipskerov (en) (Дми́трий Миха́йлович Ли́пскеров), Léonid doit mourir, Éditions du Revif, 2014
- Dmitri Lipskerov, Le Dernier Rêve de la raison, Éd. du Revif, 2008 et Agullo Editions, 2018
- Vladimir Lortchenkov (Владимир Лорченков), Des mille et une façons de quitter la Moldavie, Mirobole éditions, 2014
- Vladimir Lortchenkov (Владимир Лорченков), Camp de gitans, Mirobole éditions, 2015
- Vladimir Lortchenkov (Владимир Лорченков), Le Dernier Amour du lieutenant Petrescu, Agullo Editions, 2016
- Mariam Petrosyan (Мариам Петросян), La Maison dans laquelle, Monsieur Toussaint Louverture, 2016
- Anna Starobinets (Анна Старобинец), Refuge 3/9, Agullo éditions, 2016
- Anna Starobinets (Анна Старобинец), Le Vivant, Mirobole éditions, collection « Horizons pourpres », 2015  (ISBN 979-10-92145-41-0)
- Anna Starobinets (Анна Старобинец), Je suis la reine et autres histoires inquiétantes, Mirobole éditions, 2013 
  - édition de poche Folio SF, 2015  (ISBN 9782070455263)
- Yana Vagner (Яна Вагнер), Vongozero, Mirobole éditions, collection « Horizons pourpres », 2014  (ISBN 979-10-92145-27-4), sa traduction a reçu une Mention spéciale au Prix Russophonie 2015
- Yana Vagner (Яна Вагнер), Le Lac, Mirobole éditions, collection « Horizons pourpres », 2016  (ISBN 979-10-92145-48-9)

## Distinctions et récompenses
Elle a obtenu une mention spéciale pour sa traduction de Vongozero de Yana Vagner pour le Prix Russophonie 2015.